# ستيف أنتين
ستيف أنتين (بالإنجليزية: Steve Antin)‏ مواليد 19 أبريل 1958 في كوينز، نيويورك، الولايات المتحدة، هو ممثل ومخرج ومنتج وكاتب سيناريو أمريكي بدأ مسيرته الفنية سنة 1982. امتدت مسيرته الفنية لأكثر من 28 عاما. مثل في فيلم المتهم (1988).

## روابط خارجية
- ستيف أنتين على موقع IMDb (الإنجليزية)
- ستيف أنتين على موقع ألو سيني (الفرنسية)
- ستيف أنتين على موقع ميوزك برينز (الإنجليزية)
- ستيف أنتين على موقع أول موفي (الإنجليزية)
- ستيف أنتين على موقع بوكس أوفيس موجو (الإنجليزية)
- ستيف أنتين على موقع قاعدة بيانات الأفلام السويدية (السويدية)
- ستيف أنتين على موقع إن إن دي بي (الإنجليزية)
- ستيف أنتين على موقع قاعدة بيانات الفيلم (الإنجليزية)
- ستيف أنتين على موقع كينوبويسك (الروسية)